# Robert Francis Taft

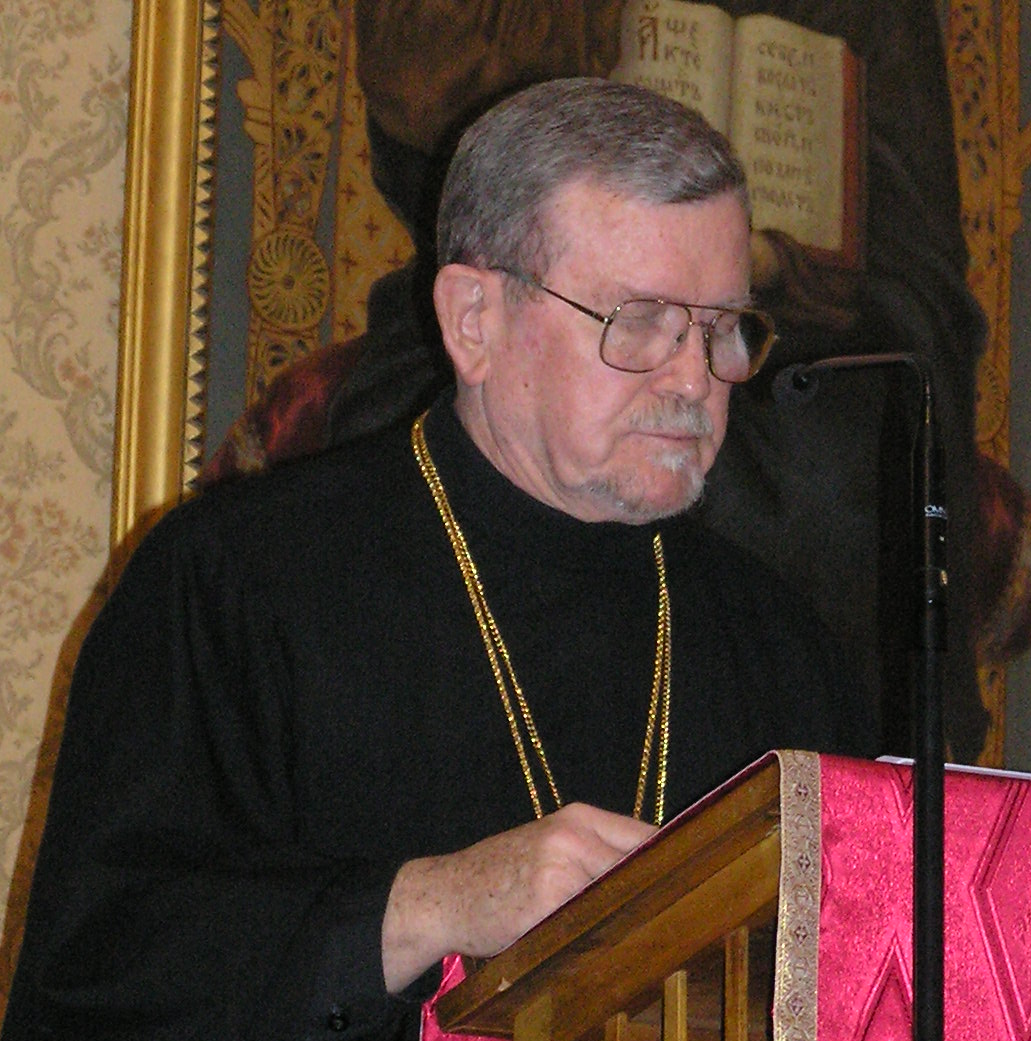
L'Archimandrita Robert Francis Taft, S.I. durante una conferenza al Russicum nel 2006 in occasione del 40º anniversario della morte di Vendelín Javorka, S.I..

Robert Francis Taft (Providence, 9 gennaio 1932 – Weston, 2 novembre 2018) è stato un religioso statunitense archimandrita gesuita, liturgista e orientalista.  Professore al Pontificio Istituto Orientale dal 1975 al 2011 e Vice-rettore dello stesso ateneo dal 1995 al 2001.

### Opere in lingua italiana
- La liturgia delle ore in oriente e occidente. Le origini dell'ufficio divino e il suo significato per oggi (Pubblicazioni del Centro Aletti), Lipa, Roma 2011. ISBN 8886517580
- Storia sintetica del rito bizantino (Pastorale liturgica), LEV , Città del Vaticano 1999. ISBN 8820926857
- A partire dalla liturgia. Perché è la liturgia che fa la Chiesa (Pubblicazioni del Centro Aletti), Lipa, Roma 2004. ISBN 8886517866
- Oltre l'Oriente e l'Occidente. Per una tradizione liturgica viva (Pubblicazioni del Centro Aletti), Lipa, Roma 1999. ISBN 8886517386

### Opere in lingua inglese
- The Liturgy of the Hours in East and West, 1986 (libro vincitore del premio  ‘Best book in Theology’ prize della American Catholic Press Association).
- The Byzantine Rite: A Short History, Collegeville 1999 (tradotto in molte lingue).
- A History of the Liturgy of St. John Chrysostom (6 Voll.), Orientalia Christiana Analecta, Rome, 1978–2008.
- A History of the Liturgy of St. John Chrysostom: Vol. II, The Great Entrance: A History of the Transfer of Gifts and Other Preanaphoral Rites, 1975 (2ª edizione rivista nel 1978;4ª edizione ampliata nel 2004).
- A History of the Liturgy of St. John Chrysostom: Vol. IV, The Diptychs, 1991.
- A History of the Liturgy of St. John Chrysostom: Vol. V, The Precommunion Rites, 2000.
- A History of the Liturgy of St. John Chrysostom Vol. VI: The Communion, Thanksgiving, and Concluding Rites, 2008.

### Scritti su Robert Taft
- S. Parenti, https://www.anselmianum.com//wp-content/uploads/2018/11/TaftSAWeb.pdf[collegamento interrotto], in Pontificio Istituto Liturgico Archiviato il 10 agosto 2020 in Internet Archive..
- Εὐλόγημα, a cura di  E. Carr, S. Parenti, A.-A. Thiermeyer e E. Velkovska, in Studia Anselmiana 110/ Anelecta liturgica 7, Roma, Centro Studi S. Anselmo, 1993.
- Andrew D. Ciferni, "Reviewed Work: Εὐλόγημα", in The Catholic Historical Review, Vol. 81, No. 3 (Luglio 1995), pp. 403–405.

| Controllo di autorità | VIAF (EN) 79070600 · ISNI (EN) 0000 0000 8158 815X · SBN CFIV077601 · BAV 495/80134 · LCCN (EN) n85092252 · GND (DE) 119180545 · BNE (ES) XX1449367 (data) · BNF (FR) cb12170515g (data) · J9U (EN, HE) 987007436720105171 |